# 華視新聞資訊台
華視新聞資訊台，是中華電視公司旗下的新聞頻道，於2012年9月10日更名至今。

## 歷史

### 緣起
華視新聞資訊台最早之前身是華視與中華電信MOD合作、以新聞節目及體育節目為主要內容的「優新聞體育頻道」（U NEWS），為與MOD優新聞頻道同步播出的頻道。優新聞於2004年雅典奧運期間曾短暫改名為「華視數位奧運台」，並改播奧運賽事；奧運結束後恢復聯播。
優新聞的新聞時段編排有別於當時一般新聞台：除了包含晨間、中午、晚間等黃金時段以外，其他時段以半小時的《整點新聞》搭配後半小時由華視新聞部製作的深度新聞節目，每半小時有華視氣象主播陳來發播報的《半整點氣象》，深夜時段有深度新聞報導《新聞CEO》。優新聞所有新聞報導節目，片尾均署名「中華電信製作」。優新聞亦以轉播日本職棒讀賣巨人主場賽事的體育節目《超火巨人野球》聞名。
2005年3月3日華視與中華電信MOD結束合作關係後，優新聞體育頻道改名為「華視EQ休閒頻道」；而在2006年華視加入台灣公共廣播電視集團後，華視EQ休閒頻道改名為「華視休閒頻道」。華視休閒頻道依收視族群與節目屬性來安排各類型的節目，包括綜藝、戲劇、休閒旅遊和兒童節目等，第一個自製節目是談話性節目《我的第一個一百萬》。
2008年3月12日，中華電信MOD專屬的新聞台「華視MOD新聞頻道」試播；同年3月20日開播，定頻於中華電信MOD第55頻道，專門播映華視新聞、公視新聞與台灣宏觀電視的新聞節目、論壇節目與新聞雜誌節目，廣告時段專播華視節目廣告及華視新聞形象廣告，完全不播映商業廣告。華視新聞頻道並無自己的標誌，其標誌沿用華視商標。不過華視新聞頻道並未獲得頻道執照，因此中華電信MOD被國家通訊傳播委員會（NCC）處罰。
2009年5月4日起，華視休閒頻道每天06:00聯播華視主頻《早安今天》（2011年7月中旬起改為《華視晨間活力新聞》，2014年12月29日起改為《華視晨間新聞》），每天09:00、11:00、13:00~16:00、22:00、每週一~週五10:00聯播華視MOD新聞頻道《華視整點新聞》，每天11:58及18:58分別聯播華視主頻《華視午間新聞》、《華視晚間新聞》。

### 2012年至2020年
2012年8月15日，NCC第500次委員會議決議允許華視休閒頻道改名為「華視新聞資訊台」；同年9月10日，華視休閒頻道改名為「華視新聞資訊台」開播，並實質合併華視新聞頻道、取代華視MOD新聞頻道，中華電信MOD第55頻道所載頻道由華視新聞頻道改為華視新聞資訊台，中華電信MOD第92頻道所載頻道由華視休閒頻道改為VOA衛視（代理商台灣互動電視公司標記為「美國之音亞洲電視台」）。開播初期，廣告時段專播華視節目廣告及華視新聞形象廣告，完全不播映商業廣告；2012年10月開始播出商業廣告，第一個商業廣告是曾雅妮代言的台新金控形象廣告，之後開始和森森百貨合作播出其商品廣告。2013年6月3日0點，華視新聞資訊台播出《2013Hito流行音樂獎頒獎典禮》；但中華電信MOD版本未播出，改播《2200整點新聞》。
2014年1月2日，華視新聞資訊台開始於中華電信MOD發送HD訊號；同年9月20日到10月4日，華視新聞資訊台因全天候直播2014仁川亞運，原本節目停播。2016年1月，華視新聞資訊台開始播出《一週新聞回顧》。2017年1月18日，NCC第732次委員會議通過華視綜合娛樂台營運計畫變更為國會頻道1台及國會頻道2台，華視新聞資訊台、華視教育文化台升格為高畫質規格（HD）播送計畫；2月3日，華視新聞資訊台於無線電視升級為高畫質（HD）播出。
2020年12月1日，華視總經理莊豐嘉與公共電視文化事業基金會代理總經理徐秋華組成「公廣新聞前進52台工作小組」，華視新聞資訊台有望替補中天新聞台不獲NCC續牌後之第52頻道。
2021年2月2日，中嘉數位與華視正式簽約，為華視新聞資訊台有線電視系統業者上架總代理。
2021年3月31日，NCC委員會議通過中嘉數位旗下12家有線電視系統業者及聯維、寶福、南國有線電視申請華視新聞資訊台遞補第52頻道案；全台約124.5萬觀眾將可在52頻道收看華視新聞資訊台，市占率約25.58%。當天華視也宣布，中嘉數位為華視新聞資訊台有線電視上架總代理。4月9日，華視臨時董事會通過前壹電視新聞台總編輯陳雅琳擔任華視新聞資訊台首任台長；5月3日，陳雅琳上任華視新聞資訊台台長兼《1900華視晚間新聞》主播。

### 2021年至今
2021年1月11日，國立中正大學傳播學系教授兼媒體改造學社理事長羅世宏批評，華視新聞資訊台身為公廣集團成員頻道，卻有部分時段節目明顯涉嫌從事置入性行銷，例如《華視生活雜誌》把商品廣告促銷或政府宣傳佯裝成新聞播出，「實屬不可原諒的行為！儘管我充分理解這背後有華視財務壓力等因素所致，但絕對不能常態化，也不能被合理化！」
2021年3月31日，中國國民黨立法委員李德維表示，NCC無視華視嚴重虧損、人力不足、沒有變更事業計畫書，批准華視新聞資訊台進駐第52頻道，會找所有理由、所有幫手護航華視，完全按照2020年5月中華民國總統府外洩文件的劇本走，不配稱為獨立機關。中國國民黨文化傳播委員會主任委員王育敏表示，NCC主任委員陳耀祥與行政院院長蘇貞昌意志堅強，縱使民主進步黨其他派系不同意，仍給華視新聞資訊台入主第52頻道。國立臺灣藝術大學廣播電視學系教授賴祥蔚表示，華視新聞資訊台入主第52頻道，華視勢必大幅增加人事開支；若華視營收無法支應這些突增開支，可能造成現有虧損擴大，會不會變成全民埋單，值得觀察。
2021年4月19日，中嘉數位旗下有線電視系統業者及聯維、寶福、南國有線電視，正式上架或移頻華視新聞資訊台至第52頻道；4月28日，莊豐嘉向風傳媒說明，華視新聞資訊台都是採取整點新聞作業方式，所以華視主頻播戲劇節目時新聞資訊台也是在播新聞，只是過去華視新聞資訊台只有一兩個時段會是重播（像9點會重播8點的新聞）；而從2021年3月22日起，華視新聞資訊台變成新聞都是直播，其他時段則是節目。
2021年6月16日，NCC委員會議通過台灣數位光訊科技旗下有線電視系統業者及大台中數位有線電視申請華視新聞資訊台遞補第52頻道案；全台約176萬觀眾將可在52頻道收看華視新聞資訊台，市占率約36.4%。7月8日，大台中數位有線電視移頻華視新聞資訊台至第52頻道；7月14日，台灣數位光訊科技旗下有線電視系統業者移頻華視新聞資訊台至第52頻道。該年11月30日，華視舉辦「全新52 時尚出擊：華視新聞主播新形象發表會」，陳雅琳率領華視新聞資訊台各節新聞時段主播群宋燕旻、連珮貝、葉映彤、林柏樫、莊雨潔、吳昇鴻、林奕雯、雷雅站上伸展台，宣布12月1日起華視新聞與伊林娛樂合作打造全新主播造型。
2022年1月21日，由於本月莊豐嘉要求中國國民黨立法院黨團撤下檢討華視長年虧損的預算提案一事引發爭議，在中國國民黨立法院黨團與民主進步黨立法院黨團聯手下，莊豐嘉在華視臨時董事會主動請辭，董事會一致通過。該年3月15日上午7時，華視新聞資訊台更換新聞鏡面；同年3月16日，NCC委員會議通過世新、國聲、天外天有線電視申請華視新聞資訊台遞補52頻道案；全台約191萬觀眾將可在52頻道收看華視新聞資訊台，市占率來到39.58%；3月30日，NCC表示，凱擘大寬頻等8家有線電視系統業者申請華視新聞資訊台遞補52頻道；如果全數通過，華視新聞資訊台在52頻道市占率將增加到72.7%；4月6日，天外天數位有線電視移頻華視新聞資訊台至第52頻道；4月7日，世新、國聲有線電視移頻華視新聞資訊台至第52頻道。
2022年4月20日，上午7點《華視晨間新聞》與上午9點《華視整點新聞》，字幕跑馬燈誤播台海兩岸開戰、大屯火山群爆發、台北市降下拳頭大冰雹……等測試訊息，引發風波；翌日凌晨，公廣集團董事長陳郁秀、華視代理總經理陳雅琳決定請辭負責，華視並調整新聞鏡面，先暫停上快訊跑馬燈。其後，在發生重大新聞與天氣警報時，華視新聞資訊台才會恢復新聞快訊跑馬燈。2023年颱風杜蘇芮侵台後，新聞快訊跑馬燈恢復常駐。
2022年4月21日，前華視新聞部經理黃兆徽感嘆，「華視新聞曾經可以因為優質的內容、客觀中立的真實報導，贏得觀眾青睞，搶進收視（率）全國前幾名、甚至全國第一的」，「但為什麼它會變成今天的模樣」。2022年4月22日，公廣集團董事施振榮證實，本月21日下午公視召開董事會，華視卻未告知本月20日上午9點華視新聞資訊台《華視整點新聞》快訊跑馬燈誤播事件，「有點不太像話」，但「下面的人沒實際報告，上面的人要負責」。2022年4月23日，中國國民黨立法委員李貴敏直言，陳耀祥放行華視新聞資訊台入主52頻道，就是一手催生今日亂象。中國國民黨文化傳播委員會副主任委員黃子哲表示，華視屬於公廣集團，這次華視新聞資訊台所犯的錯誤比過去新聞台更為嚴重，但當初為華視新聞資訊台「掛保證」的陳耀祥至今神隱、不敢下台負責。
2022年4月24日，華視新聞資訊台《華視午間新聞》被爆廢公社率先揭發，報導《美麗島電子報》調查中華民國總統蔡英文施政滿意度56%新聞，圖卡將蘇貞昌職銜誤植為「總統」；同日，華視發布道歉啟事，表示「因製圖同仁疏失」而將蘇貞昌職銜誤植為「總統」，並向觀眾致歉。李德維批評，民進黨遇到自己人出事，就視而不見、聽而不聞；NCC變成瞎子與聾子，如同面對鏡電視，淪為民進黨附隨組織。網路劇《國際橋牌社》製作人兼導演汪怡昕批評，本日華視發布的道歉啟事將「啟事」誤植為「啟示」、將「謹此」誤植為「僅此」，「這是內控長期崩壞的結果，也是前任總經理（莊豐嘉）種下的惡因」；並諷刺華視製播部經理兼華視新聞資訊台代理副台長蔡明達，「提拔你的莊前總經理走了，你沒保護傘了，你還沒清醒」。
2022年4月25日立法院教育及文化委員會，法務部部長蔡清祥說，若華視新聞資訊台快訊跑馬燈誤播事件涉及刑事責任，檢察機關與法務部調查局會介入。陳雅琳表示，她有意同時辭去華視新聞資訊台台長，但現在離職會讓華視高層會變真空，只好先「忍辱負重」善後。中國國民黨立法委員萬美玲質詢時問陳雅琳「忍辱了什麼？這個辱，是誰給的？」，陳雅琳沉默幾秒後答「我們自己犯下的」。文化部部長李永得表示，為解決公廣集團董監事難產問題，文化部已將《公共電視法》修正草案送交行政院，但行政院會議尚未通過；目前也要啟動公廣集團董監事改選，盼本年5月中旬開啟審查程序。時代力量立法委員王婉諭質疑，華視新聞資訊台字幕跑馬燈出錯後，華視沒有及時澄清，文化部態度卻是檢討系統後再改進。李永得不滿王婉諭言論，批評王婉諭「斷章取義」、「問政怎麼這樣問」，又抱怨「只要跟政府有關的，到立法院來都是一個災難」。
2022年4月25日，監察委員賴鼎銘、葉宜津、林郁容聯合新聞稿指出，華視新聞資訊台字幕跑馬燈多次發布不實新聞，造成社會不安；本案是單純標準作業程序（SOP）疏失或其他系統性、結構性問題，文化部與NCC有無善盡督導之責，三人已申請自動調查。蘇貞昌說，「華視新聞一再出錯，確實讓人傻眼，不應該這樣子」。民主進步黨立法委員賴品妤表示，本月24日華視發布的道歉啟事將「謹此」誤植為「僅此」，這是華視一星期內第四次出包，華視問題嚴重到不是陳郁秀與陳雅琳請辭就可以解決，文化部應儘速推動《公共電視法》修法以進行徹底改革。中國國民黨立法委員鄭正鈐表示，華視新聞資訊台情況這麼糟糕，NCC還要持續護航，這是非常不足取。李貴敏批評，華視新聞資訊台發生這樣的問題，就是因為華視認為「只要有NCC主委關愛的眼神，所有事情都不是問題」，因此沒有任何改進。前華視綜藝節目《快樂星期天》主持人李明依諷刺，華視新聞資訊台連續出包，「兩、三天來那麼多次，我們也服了、拿他沒轍，反正『一皮天下無難事』」。
2022年4月28日，台灣民眾黨臉書粉絲專頁表示，華視新聞資訊台內控完全失靈，卻總被NCC輕輕放下；甚至本月25日李永得在立法院為華視開脫，稱跟政府有關的到立法院來都是災難；有這樣的上級長官，難怪公廣集團會一錯再錯。
2022年4月29日，華視新聞資訊台播報美國職業棒球大聯盟（MLB）新聞，將明尼蘇達雙城隊徽誤植為芝加哥白襪，將芝加哥白襪隊徽誤植為堪薩斯市皇家。同月30日，華視新聞資訊台左側字幕跑馬燈顯示錯誤訊息「上海日增1181萬例 確診近1個月新低」，將新增一萬多例的2019冠狀病毒病上海疫情多加一千多萬例，長達半個多小時都沒有人發現；直到友台新聞部提醒，華視新聞資訊台才趕緊刪除。
2022年5月3日，華視新聞資訊台《華視午間新聞》報導蔡英文主持「國軍重要高階幹部授勳暨晉任布達授階典禮」新聞，下方標題字幕顯示「劉任遠接任空軍司令 蔡EE總統親自授階」。資深媒體人黃揚明透露，「EE」是華視一位編審的代號，編審看過的文稿會留下「EE」字樣，這次出包據傳就是編審在審稿後筆誤在標題內簽名導致。NCC副主任委員兼發言人翁柏宗表示，NCC會根據民眾申訴處理，對所有電視台都是一致標準。
2022年6月15日，翁柏宗表示，華視新聞資訊台4月20日誤播台海戰爭與天然災害資訊，兩案在NCC外部審查都認為情節嚴重，違反《廣播電視法》第21條第3款（廣播電視節目內容不得妨害公共秩序或善良風俗）；本日委員會議考量華視過去兩年沒有任何違規紀錄，決議兩案各裁處罰鍰新台幣50萬元。同日，華視表示，尊重主管機關裁定，並深切反省。
2022年8月3日晚間7點，為報導美國眾議院議長南西·裴洛西訪問台灣新聞，陳雅琳擔任華視新聞資訊台《1900華視晚間新聞》「一日主播」；但同日上午9點，華視新聞資訊台被聯合新聞網率先揭發新聞鏡面把代表立法院接見裴洛西的立法院副院長蔡其昌名字誤植為「蔡啟昌」，華視表示，已在第一時間打電話向蔡其昌道歉，誤植原因為「編輯文字輸入錯誤」。
2022年10月12日，立法院教育及文化委員會邀請李永得與公廣集團董事長胡元輝進行「中華電視公司入主有線電視52台頻道經營績效」專題報告。民主進步黨立法委員林宜瑾質詢，華視新聞資訊台先前因人力不足與基礎設施老舊導致新聞產製流程頻頻出錯，現在文化部與華視是否已有協力改善軟硬體問題。胡元輝答覆，華視本年新聞設備已支出新台幣八千多萬元進行改善，2023年還有新台幣1.5億元左右的預算規劃仍在討論中；人力也在逐步擴充以維持新聞品質運作，目前華視新聞資訊台已陸續新增三十多名員工、達到320人。李永得答覆，只要華視提出規劃，本年、2023年文化部會編列預算約新台幣八千萬元預算資助華視。當月31日，華視公告，陳雅琳請辭華視新聞資訊台台長，轉任主播與主持人，生效日期為本日；華視新聞部採訪部經理蔡莞瑩代行華視新聞資訊台公文等業務，生效日期為11月1日。
2022年11月10日，監察院教育及文化委員會審查通過賴鼎銘、葉宜津、林郁容提出之華視新聞資訊台4月20日至5月13日多次播出新聞疏失案調查報告，指文化部宜督促公視加強監督華視，並就華視定位「不公不民」問題糾正文化部。
2022年12月14日，NCC委員會議通過凱擘大寬頻、台固媒體、大新店民主、屏南、新彰等20家有線電視系統業者以華視新聞資訊台遞補或移頻第52頻道；同年12月30日，華視新聞資訊台播出《1800華視晚間新聞》（18:00-18:58播出），同時更換台標。
2023年1月1日，凱擘大寬頻、台固媒體、大新店民主及屏南等有線電視系統業者上架華視新聞資訊台至52頻道。
2023年3月13日，華視新聞資訊台更換整點新聞鏡面。
2023年3月27日，華視新聞資訊台播出上午七點《華視晨間新聞》，同時再次更換台標為「CTS華視新聞資訊」，同時更換新聞片頭。
2023年4月10日，《1900華視晚間新聞》更換新聞鏡面且改為只在華視主頻播出，由主播陳雅琳播報；華視新聞資訊台《1819華視晚間新聞》由主播葉映彤播報。
2023年6月16日，《1819華視晚間新聞》改名為《華視新聞晚報》。
2023年7月11日，《華視新聞晚報》啟用全新攝影棚（目前與《華視午間新聞》共用新聞棚）。
2023年7月24日，颱風杜蘇芮侵襲台灣，華視新聞資訊台恢復新聞下方快訊跑馬。
2023年9月4日，《華視晨間新聞》啟用全新攝影棚（目前與《2000整點新聞》、《華視夜間新聞》共用新聞棚）。
2023年9月5日，《華視午間新聞》改為主播林旼叡播報。
2025年3月19日，公視舉辦「信任重建：事實查核的藝術與實踐」國際研討會，公視總經理徐秋華、華視新聞資訊台台長蔡莞瑩、台灣事實查核中心執行長邱家宜共同宣誓強化真實訊息韌性。
2025年3月31日，《華視晨間新聞》改為主播徐湘華播報。
2025年5月12日，《華視晨間新聞》改名為《Good morning 台灣》。
2025年6月30日，《華視新聞晚報》改為主播虞承璇播報。
2025年7月8日，《華視午間新聞》改為主播雷雅播報。

## 台标
| LOGO | 使用期間 | 備註                   |
| ---- | -------- | ---------------------- |
|      |          | 優新聞體育頻道標誌     |
|      |          | 華視EQ休閒頻道標誌     |
|      |          | 華視新聞資訊第三代標誌 |

## 歷任台長
| 任別  | 姓名   | 照片 | 任期                         | 備註 |
| ----- | ------ | ---- | ---------------------------- | --- |
| 第1任 | 陳雅琳 |      | 2021年5月3日－2022年10月30日 | TVBS新聞台、三立新聞台、壹電視新聞台當家主播、主持人、製作人、資深記者、總編輯、暢銷作家、紀錄片導演、大學講師、助理教授、副教授、教授。 |
| 第2任 | 蔡莞瑩 |      | 2022年10月31日－             | TVBS新聞台、民視新聞台、三立新聞台、主持人、製作人、駐地記者、總編輯、總監、副總經理；兼新聞部採訪經理。                                 |

## 現任華視新聞台人員

### 管理層
| 胡元輝 | 公視董事長兼華視董事長 |
| 劉昌德 | 華視總經理             |
| 蔡莞瑩 | 台長、採訪部經理       |
| 范鎮中 | 製播部經理             |
| 黃柏齡 | 採訪部副理             |
| 陳汎瑜 | 新聞節目部副理         |
| 陳信聰 | 新媒體部經理           |
| 熊鴻斌 | 新媒體部副理           |
| 羅世宏 | 外部公評人             |
| 王泰俐 | 外部公評人             |
| 陳清河 | 外部公評人             |

## 主播群

### 專職主播
| 專職主播 | 專職主播 | 專職主播 | 專職主播 |
| -------- | -------- | -------- | -------- |
| 陳雅琳   | 葉映彤   | 宋燕旻   | 林玉珍   |
| 林仙怡   | 雷雅     | 羅意瑾   | 莊惠琪   |
| 蔣心玫   | 徐湘華   | 張馨文   | 虞承璇   |
| 楊智捷   |          |          |          |

### 兼職主播
| 謝安安 | 徐榮寅 | 林奕雯 | 王韻   |
| 黃品瑄 | 曹維升 | 盧怡靜 | 朱淑君 |
| 曾奕慈 | 林淳霈 | 甘媄心 | 黃傲天 |
| 孫宇莉 | 盧怡撰 |        |        |

### 氣象主播
| 羅意瑾 | 蔣心玫 | 林仙怡 | 謝安安 |
| 黃傲天 | 甘媄心 | 徐榮寅 | 曾奕慈 |

## 主持人
| 主持人        | 節目名稱                                                     |
| ------------- | ------------------------------------------------------------ |
| 陳雅琳        | 《新聞高峰會》 《踏出地平線》 《World News 9陳雅琳世界晚報》 |
| 汪浩          | 《三國演議》                                                 |
| 林仙怡        | 《華視新聞雜誌》                                             |
| 林玉珍        | 《華視台語新聞雜誌》                                         |
| 劉姿麟        | 《國際線，出發！》                                           |
| 葉映彤        | 《Top People 封面人物》                                      |
| 林奕雯 林淳霈 | 《52動起來》                                                 |
| 莊惠琪        | 《52政經點》                                                 |
| 黃傲天        | 《傲見趨勢》                                                 |

## 前主播、主持人
| 前主播、主持人        | 前主播、主持人                                                                           |
| --------------------- | ---------------------------------------------------------------------------------------- |
| 欒錦華                |                                                                                          |
| 孫國旭                |                                                                                          |
| 楊楚光                |                                                                                          |
| 張至璋                |                                                                                          |
| 梁蕾                  |                                                                                          |
| 李艷秋                |                                                                                          |
| 李濤                  | 現任關懷台灣文教基金會董事長                                                             |
| 李慶安                |                                                                                          |
| 陳惠敏                |                                                                                          |
| 陳月卿                | 現任癌症關懷基金會董事長                                                                 |
| 孫紀蘭                |                                                                                          |
| 盧秀燕                | 現任臺中市市長                                                                           |
| 周明華                |                                                                                          |
| 蕭裔芬                |                                                                                          |
| 朱國珍                | 現任公視基金會董事、作家                                                                 |
| 田鴻魁                | 體育主播，現任美國職棒看華視主播                                                         |
| 陳亞里                | 體育主播，現任美國職棒看華視主播                                                         |
| 李四端                | 現任MOMOTV《大雲時堂》主持人、MOMOTV董事長、大雲文創董事長                               |
| 吳小莉                | 現任鳳凰衛視資訊台副台長、主播                                                           |
| 奚聖林                |                                                                                          |
| 崔慈芬                |                                                                                          |
| 吳中純                |                                                                                          |
| 莊開文                | 現任TVBS頻道《中國進行式》、《T觀點》主持人、TVBS新聞台播報組主任                        |
| 胡一虎                | 現任鳳凰衛視主持人                                                                       |
| 李蕙芳                |                                                                                          |
| 竹幼婷                |                                                                                          |
| 黃麗珍                |                                                                                          |
| 王瑞玲                |                                                                                          |
| 靳秀麗                |                                                                                          |
| 蘇靜芬                |                                                                                          |
| 徐俊相                | 現任東森財經新聞台《57爆新聞》主持人、東森新聞台《台灣啟示錄》主持人                     |
| 鄭富元                |                                                                                          |
| 蕭彤雯                | 現任飛碟聯播網《生活同樂會》節目主持人                                                   |
| 夏德桔                |                                                                                          |
| 李慧芝                | 現任行政院發言人                                                                         |
| 張其強                | 現任新北市政府副秘書長                                                                   |
| 周怡怡                |                                                                                          |
| 胡婉玲                | 現任中央通訊社社長                                                                       |
| 莊慧欣                |                                                                                          |
| 梁興國                |                                                                                          |
| 高文音                | 現任年代新聞台《年代午報》主播、《聚焦2.0》主持人                                        |
| 蔡郁潔                |                                                                                          |
| 蔡郁璇                |                                                                                          |
| 劉玉嘉                |                                                                                          |
| 王薇                  |                                                                                          |
| 姜怡如                |                                                                                          |
| 李莉芳                |                                                                                          |
| 朱詠薇                |                                                                                          |
| 湯慧文                |                                                                                          |
| 吳采妮                | 現任緯來電視網主持人                                                                     |
| 寇紹恩                | 現任台北基督之家主任牧師                                                                 |
| 潘彥妃                |                                                                                          |
| 王尚智                |                                                                                          |
| 林清彬                |                                                                                          |
| 陳明華                |                                                                                          |
| 徐麗秋                |                                                                                          |
| 陳貴英                |                                                                                          |
| 洪寶琴                |                                                                                          |
| 卓君威                |                                                                                          |
| 李蕙儀                |                                                                                          |
| 王欣怡                | 現任壹電視新聞台《壹電視晚間新聞》當家主播、主播組組長、《新聞思想啟》主持人兼製作人     |
| 曾馨霈                |                                                                                          |
| 陳仡祁                |                                                                                          |
| 吳珮綺                |                                                                                          |
| 郭怡君                |                                                                                          |
| 黃逸卿                |                                                                                          |
| 劉怡君                |                                                                                          |
| 劉世怡                |                                                                                          |
| 林一帆                |                                                                                          |
| 楊舜欽                |                                                                                          |
| 林昱孜                |                                                                                          |
| 尹順和                |                                                                                          |
| 梁芳瑜                |                                                                                          |
| 李登文                |                                                                                          |
| 任明玥                | 現任三發地產-鍾俊榮基金會執行長                                                          |
| 曾允凡                |                                                                                          |
| 何佩蓁                |                                                                                          |
| 張延綾                |                                                                                          |
| 曾俞維                |                                                                                          |
| 吳茜洋                |                                                                                          |
| 黃姿衘                |                                                                                          |
| 邱薇而                |                                                                                          |
| 羅瑞誠                |                                                                                          |
| 李若慈                |                                                                                          |
| 張秀曼                |                                                                                          |
| 何宛庭                |                                                                                          |
| 施孟君                |                                                                                          |
| 蔡尚樺                | 轉戰藝人，現任東森綜合台《全民星攻略》節目主持人兼現任臺灣電視台《最強的身體》節目主持人 |
| 蘇雅容                |                                                                                          |
| 蘇逸洪                |                                                                                          |
| 彭佳芸                | 現任民主進步黨新北市議員                                                                 |
| 吳青穎                |                                                                                          |
| 陳子見                |                                                                                          |
| 蘇瑋婷                | 現任寰宇新聞台主播                                                                       |
| 房業涵                | 現任東森新聞台《東森假日晚間新聞》主播                                                   |
| 吳御曄                | 現任中華電視公司總經理辦公室公關中心主任兼發言人                                         |
| 陳建廷                |                                                                                          |
| 邱韻如                |                                                                                          |
| 楊依嘉                |                                                                                          |
| 陳孟萱                |                                                                                          |
| 黃兆徽                | 現任公視基金會董事、國立台灣大學新聞研究所兼任助理教授、台灣事實查核教育基金會董事       |
| 謝昶易                |                                                                                          |
| 章台生                |                                                                                          |
| 馬詠仁                |                                                                                          |
| 蔡婷育                | 現任年代新聞台《1900年代晚報》主播                                                       |
| 謝堯天                |                                                                                          |
| 歐陽劭瑋              |                                                                                          |
| 連昭慈                | 現任寰宇新聞台主播、氣象主播                                                             |
| 朱培滋                | 現任三立新聞台《正午新聞》主播                                                           |
| 陳璽鈞                | 現任民視新聞台主播兼專題記者                                                             |
| 戢靜璇                |                                                                                          |
| 蒲依婕                |                                                                                          |
| 吳昇鴻                | 現任中央通訊社駐新加坡特派員                                                             |
| 林柏樫                | 現任寰宇新聞台主播                                                                       |
| Siku Yaway林瑋茜      | 現任新北市政府原住民族行政局局長                                                         |
| 王乃伃                | 現任壹電視新聞台主播、《狠狠抖內幕》主持人                                               |
| 方子齊                | 現任東森新聞台美國特約記者                                                               |
| 蘇韋宣                | 現任鏡電視新聞台專題記者                                                                 |
| Thui Martukaw洪簡廷卉 | 現任鏡電視新聞台國際中心記者兼任主播                                                     |
| 吳衣璇                | 現任寰宇新聞台主播                                                                       |
| 連珮貝                | 現任遠雄集團公關副理                                                                     |
| 馮薇之                |                                                                                          |
| 謝家璇                |                                                                                          |
| 莊雨潔                | 現任1111人力銀行公關經理                                                                 |
| 林旼叡                |                                                                                          |
| 鄭雅方                | 現任中視新聞台主播、氣象主播                                                             |
| 賴碧香                |                                                                                          |

## 節目
2023年5月12日，《華視最國際》播出最後一集，於5月15日由「World News 9陳雅琳世界晚報」接檔，陳雅琳擔任主持人，每週一至週五晚間9點至10點於本台播出。
2023年6月16日，原《1819華視晚間新聞》更名為《華視新聞晚報》於17:40開播。7月1日起提早至16:52開播，由主播羅意瑾播報，17:40交接給主播葉映彤。

## 註解
1. ↑  需選擇基本頻道A組（520元/月）才能收看
2. ↑  2022年8月2日晚間6點至8日，因裴洛西訪問台灣，新聞快訊跑馬燈曾短暫恢復。2022年9月2日，颱風軒嵐諾侵台，新聞快訊跑馬燈短暫恢復。2022年9月18日2022年台東地震，新聞快訊跑馬於晚間9點恢復。2023年7月25日，颱風杜蘇芮侵台，新聞快訊跑馬燈恢復。

## 外部連結
- 華視新聞資訊台節目表 （页面存档备份，存于）
- 505 華視新聞資訊台 - 中華電信 MOD 網站 （页面存档备份，存于）
- YouTube上的華視新聞資訊台直播